# Macchine anatomiche
Le macchine anatomiche sono due modelli anatomici dell'apparato circolatorio realizzati nella seconda metà del XVIII secolo usando come base gli scheletri di un uomo e una donna. I due corpi mettono in mostra una posticcia rete di vasi sanguigni la cui fattura è così minuziosa e precisa da essere stata creduta naturale per secoli. Oggi sono esposti nella cappella Sansevero nella città di Napoli.

## Storia
La realizzazione dei modelli fu commissionata da Raimondo di Sangro, principe di Sansevero, ad un anatomista palermitano, tale Giuseppe Salerno intorno al 1763. La leggenda popolare raccontava che nella realizzazione fosse intervenuto direttamente il Principe, tesi questa smentita da recenti studi. il 5 febbraio 1756 il principe acquista il primo scheletro dotato di arterie e vene e assegna una pensione all'autore.

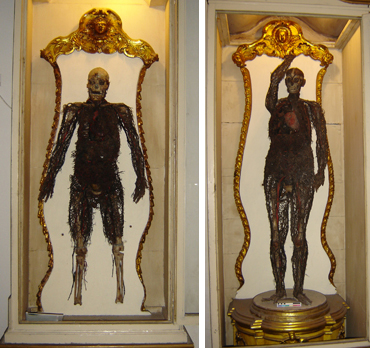
Le due bacheche con le Macchine anatomiche

Essi furono descritti con dovizia di particolari per la prima volta nella Breve Nota, una guida settecentesca al palazzo di Sangro e all'adiacente cappella, che riporta l'esistenza anche del "corpicciuolo d'un feto" con tanto di placenta. Questa terza macchina è rimasta esposta fino agli ultimi decenni del XX secolo, quando fu rubata. I modelli si trovavano inizialmente nel cosiddetto "appartamento della fenice" del Palazzo di Sangro, e furono portati nella cavea della cappella solo anni dopo la morte di Raimondo. Nella loro originaria collocazione nel 1775 furono viste e apprezzate anche dal marchese de Sade.
L'eccezionale realizzazione dell'apparato circolatorio artificiale dei modelli ha alimentato la credenza popolare secondo cui i due corpi sarebbero stati il risultato di esperimenti alchemici condotti dal Principe di Sansevero su due servi ancora in vita. La leggenda, citata già nella guida settecentesca e tramandata tra gli altri anche da Benedetto Croce, vuole che le macchine siano state realizzate direttamente dal Principe, che avrebbe usato per i suoi esperimenti due servi, iniettando nei loro corpi una sostanza di sua invenzione, probabilmente a base di mercurio, che avrebbe trasformato il sangue in metallo e così salvaguardato il circuito sanguigno.
(Benedetto Croce, Scritti di storia letteraria e politica)

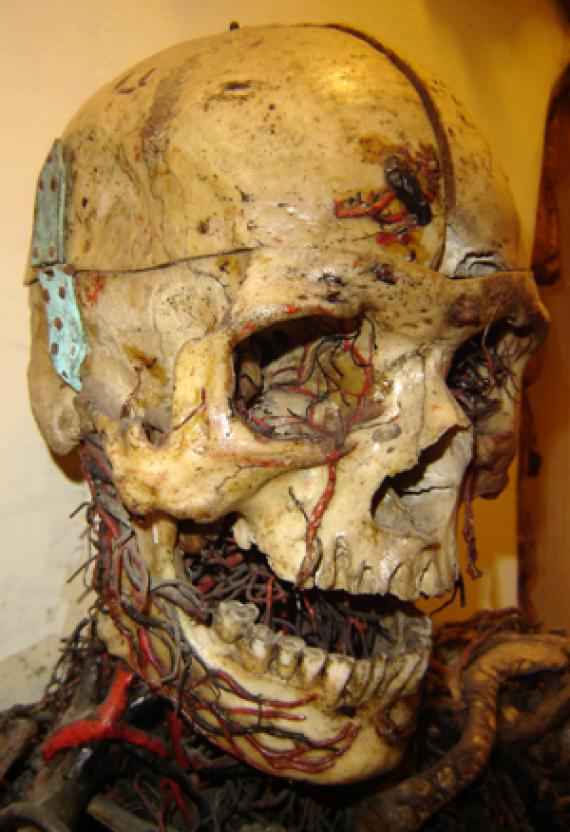
Volto dello studio anatomico di sesso maschile

Al contrario, secondo un saggio di Sergio Attanasio, docente di storia dell'architettura, il principe di Sangro non sarebbe direttamente intervenuto nella realizzazione dei due corpi, ma li avrebbe acquistati da Giuseppe Salerno quando erano già completati.
Nel 2008 i ricercatori dell'University College London hanno ricevuto l'autorizzazione da parte degli attuali proprietari della cappella ad eseguire esami scientifici sui due modelli; da tali studi è emerso che gli scheletri sono effettivamente umani, ma i sistemi circolatori sono completamente artificiali e costituiti da filo metallico, cera colorata e fibre di seta con tecniche artigianali comunemente utilizzate dagli studiosi di anatomia dell'epoca. Nessuna prova è emersa a sostegno della leggenda popolare, avvalorata anche dal testo della Breve Nota, secondo la quale nel sistema circolatorio dei due corpi sarebbero state iniettate sostanze chimiche per l'imbalsamazione. Sempre secondo questi ricercatori vi sarebbero alcuni piccoli errori nella riproduzione del circuito sanguigno e nessuna persona sarebbe stata in grado di vivere se avesse presentato tali malformazioni fisiche.
Nel febbraio del 2014 un gruppo di medici dell'Ospedale San Gennaro di Napoli ha eseguito un altro esame sulle macchine anatomiche. Anche dai loro esami è emerso il fatto che lo scheletro è autentico e che il sistema circolatorio è fittizio, ma hanno anche smentito i colleghi inglesi asserendo che le anomalie presenti nel circuito sanguigno siano in realtà compatibili con la vita e che il sistema coronarico sia stato riprodotto con grande maestria, benché all'epoca la sua conoscenza fosse ridotta.

## Descrizione
I due scheletri sono conservati nella «cavea sotterranea» della Cappella Sansevero, all'interno di teche di vetro. I due teschi sono stati segati e mantenuti chiusi con cerniere metalliche per poter essere aperti all'occorrenza e osservati internamente. Il bacino dello scheletro femminile presenta lesioni compatibili con traumi da parto, non escludendo quindi che la donna fosse deceduta durante il travaglio. La rete dei vasi sanguigni ricopre interamente gli scheletri con dovizia di particolari. Le vene e le arterie sono state realizzate con cere colorate, fili di ferro e fibre di seta. Le ossa sono ancorate ai rispettivi scheletri con chiodi, perni e fili metallici; molte di esse appaiono fuori posto.
Ai piedi del corpo della donna era conservato un feto che, a detta dello stesso Raimondo di Sangro, era il frutto di un parto sfortunato durante il quale era deceduta anche la puerpera. Il corpicino era stato predisposto con eccezionale bravura ed esposto con i resti della placenta e del cordone ombelicale. Oggi il feto non è più visibile, trafugato da ignoti negli anni '90.

## Scopo dell'installazione
Al di là delle fantasie popolari, il fatto che in origine il corpo della donna si trovasse al centro di una pedana che permetteva la sua osservazione da tutte le angolazioni, fa supporre che i due modelli siano stati realizzati artificialmente al fine, oltre che di stupire gli osservatori, di costituire un ausilio didattico per chi fosse interessato ad approfondire la conoscenza dell'apparato circolatorio umano. Un contratto conservato nell'archivio notarile di Napoli testimonierebbe come Raimondo di Sangro si fosse impegnato a fornire al dottor Salerno il filo di ferro e la cera necessari al lavoro.